# Max Krüger (Fußballspieler)
Max Krüger (Lebensdaten unbekannt) war ein deutscher Fußballspieler.

## Karriere

### Vereine
Krüger gehörte dem BFC Preussen als Stürmer an, für den er in der Saison 1911/12 in der vom Verband Brandenburgischer Ballspielvereine ausgetragenen Meisterschaft Punktspiele bestritt.
In der vom VBB in zwei Gruppen ausgetragenen Meisterschaft ging er mit seiner Mannschaft als Sieger der Gruppe B hervor und bestritt am 7. und 21. April 1912 das in Hin- und Rückspiel ausgetragene Finale gegen den Sieger der Gruppe A, den Berliner TuFC Viktoria 89. Aus diesem ging er mit seiner Mannschaft mit einem Gesamtspielergebnis von 4:2 als Berliner Meister hervor.

### Auswahlmannschaft
Als Spieler der Auswahlmannschaft des Verbandes Brandenburgischer Ballspielvereine nahm er an der vierten Auflage des Wettbewerbs um den Kronprinzenpokal teil. Nachdem seine Mannschaft das Viertel- und Halbfinale am 8. Oktober und 12. November 1911 mit 10:0 und 2:1 gegen die Auswahlmannschaften des Baltischen Rasen- und Wintersport-Verbandes und des Norddeutschen Fußball-Verbandes haben gewinnen können, zog sie ins Finale ein. Bei der 5:6-Niederlage gegen die Auswahlmannschaft des Verbandes Süddeutscher Fußball-Vereine auf dem Union-Platz, der Spielstätte des BTuFC Union 1892, in Mariendorf bei Berlin vor 3000 Zuschauern erzielte er den Treffer zum 4:6 in der 80. Minute.

## Erfolge
- Berliner Meister 1912
- Finalist um den Kronprinzenpokal 1912